# Équipe cycliste Metec-Solarwatt-Mantel
L'équipe cycliste Metec-Solarwatt p/b Mantel est une équipe cycliste néerlandaise. Elle a le statut d'équipe continentale depuis 2012.

## Histoire de l'équipe

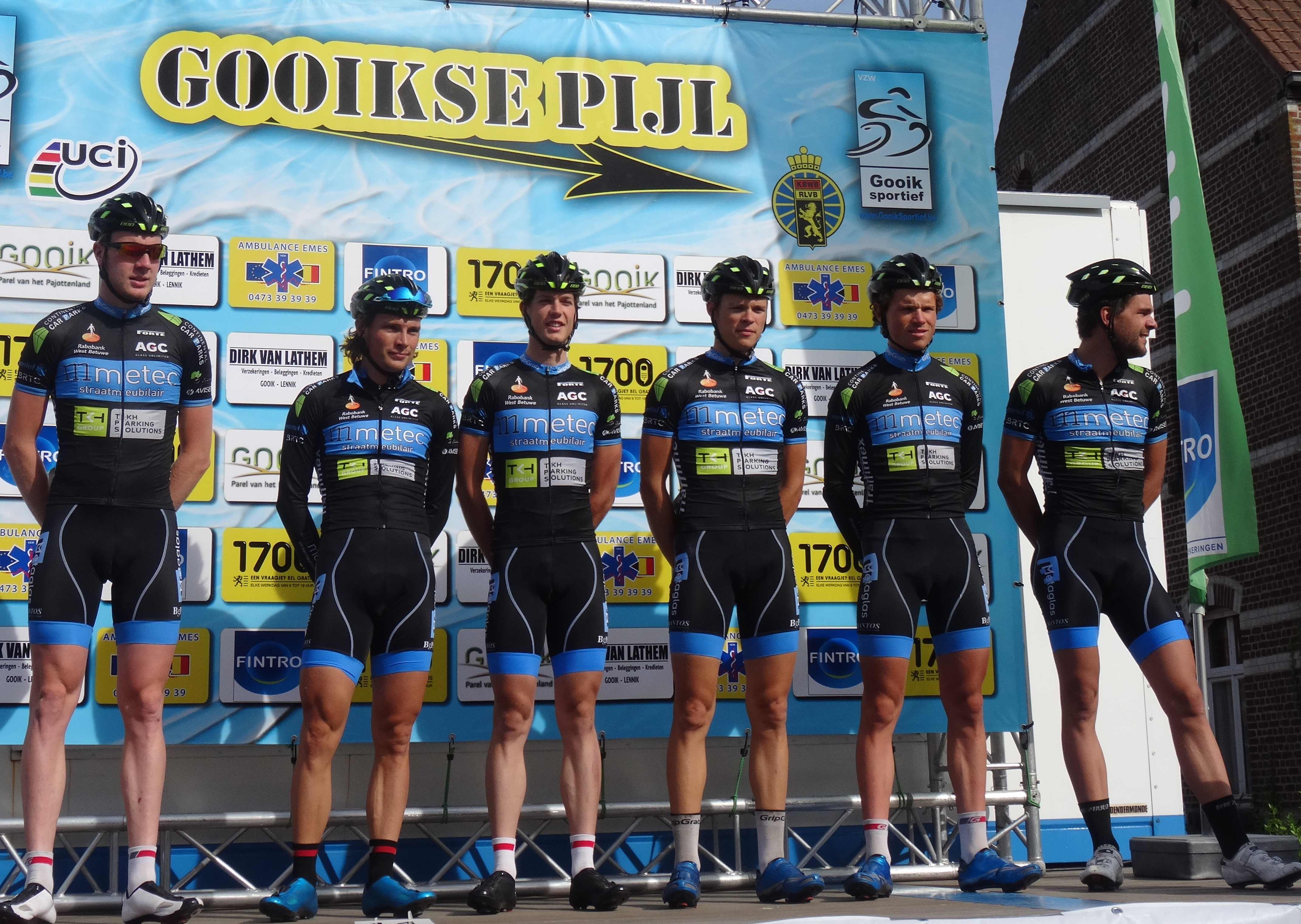
L'équipe lors de la Gooikse Pijl 2014.

En 2014, l'équipe, constituée de seize coureurs (quinze néerlandais et un belge), remporte quatre victoires sur des courses UCI : Remco te Brake remporte le 30 mai la 3e étape du Tour de Gironde et son classement général le 1er juin, et l'équipe remporte deux contre-la-montre par équipe : la 1re étape du Tour de Slovaquie le 3 juin et la 1re étape du Czech Cycling Tour le 17 juillet 
La saison 2015 est la 8e saison de l'équipe, qui devient Metec-TKH-Mantel.

## Principales victoires

### Courses d'un jour
- Zuid Oost Drenthe Classic I : Jeff Vermeulen (2013)
- Zuid Oost Drenthe Classic II : Brian van Goethem (2013)
- Arno Wallaard Memorial : Maarten van Trijp (2016)
- Grand Prix Viborg : Johim Ariesen (2016)
- Skive-Lobet : Johim Ariesen (2016)
- Omloop der Kempen : Oscar Riesebeek (2016)
- Dorpenomloop Rucphen : Maarten van Trijp (2017)
- Circuit de Wallonie : Maarten van Trijp (2017)
- PWZ Zuidenveld Tour : Stef Krul (2018)
- Carpathian Couriers Race : Marijn van den Berg (2019)
- Midden-Brabant Poort Omloop : Arvid de Kleijn (2019)
- Course des raisins : Arvid de Kleijn (2019)
- Eschborn-Francfort espoirs : Wessel Mouris (2024)

### Courses par étapes
- Tour de Gironde : Remco te Brake (2014)
- Tour de Hollande-Septentrionale : Johim Ariesen (2015)
- Course de Solidarność et des champions olympiques : Johim Ariesen (2015)
- Alpes Isère Tour : Sjoerd Bax (2021)
- Tour du Loir-et-Cher : Tim Marsman (2023)

### Championnats nationaux
- Championnats des Pays-Bas sur route : 4
  - Course en ligne espoirs : 2019 (David Dekker)
  - Contre-la-montre espoirs : 2012 (Peter Koning), 2022 (Axel van der Tuuk), 2024 (Wessel Mouris)

## Classements UCI
L'équipe participe aux épreuves des circuits continentaux et en particulier de l'UCI Europe Tour. Les tableaux ci-dessous présentent les classements de l'équipe sur les différents circuits, ainsi que son meilleur coureur au classement individuel.
UCI Asia Tour
| UCI Asia Tour | UCI Asia Tour          | UCI Asia Tour                             | UCI Asia Tour |
| Année         | Classement par équipes | Meilleur coureur au classement individuel |               |
| ------------- | ---------------------- | ----------------------------------------- | ------------- |
| 2015          | 32e                    | Johim Ariesen (32e)                       |               |
|               |                        |                                           |               |
| Source : UCI  |                        |                                           |               |

UCI Europe Tour
| UCI Europe Tour | UCI Europe Tour        | UCI Europe Tour                           | UCI Europe Tour |
| Année           | Classement par équipes | Meilleur coureur au classement individuel |                 |
| --------------- | ---------------------- | ----------------------------------------- | --------------- |
| 2012            | 77e                    | Jeff Vermeulen (205e)                     |                 |
| 2013            | 34e                    | Jeff Vermeulen (139e)                     |                 |
| 2014            | 31e                    | Remco te Brake (118e)                     |                 |
| 2015            | 42e                    | Johim Ariesen (44e)                       |                 |
| 2016            | 52e                    | Johim Ariesen (164e)                      |                 |
| 2017            | 51e                    | Maarten van Trijp (334e)                  |                 |
| 2018            | 84e                    | Jasper de Laat (594e)                     |                 |
| 2019            | 33e                    | Arvid de Kleijn (144e)                    |                 |
| 2020            | 74e                    | Jens van den Dool (955e)                  |                 |
| 2021            | 52e                    | Sjoerd Bax (284e)                         |                 |
| 2022            | 45e                    | Hartthijs de Vries (415e)                 |                 |
| 2023            | 58e                    | -                                         |                 |
|                 |                        |                                           |                 |
| Source : UCI    |                        |                                           |                 |

L'équipe est également classée au Classement mondial UCI qui prend en compte toutes les épreuves UCI et concerne toutes les équipes UCI.
| Classement mondial | Classement mondial     | Classement mondial                        | Classement mondial |
| Année              | Classement par équipes | Meilleur coureur au classement individuel |                    |
| ------------------ | ---------------------- | ----------------------------------------- | ------------------ |
| 2016               | -                      | Johim Ariesen (348e)                      |                    |
| 2017               | -                      | Maarten van Trijp (594e)                  |                    |
| 2018               | -                      | Jasper de Laat (969e)                     |                    |
| 2019               | 58e                    | Arvid de Kleijn (174e)                    |                    |
| 2020               | 58e                    | Jens van den Dool (1247e)                 |                    |
| 2021               | 79e                    | Sjoerd Bax (336e)                         |                    |
| 2022               | 79e                    | Hartthijs de Vries (525e)                 |                    |
| 2023               | 108e                   | Huub Artz (858e)                          |                    |
| 2024               | 75e                    | Wessel Mouris (488e)                      |                    |
|                    |                        |                                           |                    |
| Source : UCI       |                        |                                           |                    |

## Metec-Solarwatt p/b Mantel en 2025
Effectif
| Effectif 2025            | Effectif 2025     | Effectif 2025 | Effectif 2025                        |
| Cycliste                 | Date de naissance | Pays          | Équipe précédente                    |
| ------------------------ | ----------------- | ------------- | ------------------------------------ |
| Victor Broex             | 31 janvier 2000   | Pays-Bas      |                                      |
| Jordan Habets            | 15 novembre 2001  | Pays-Bas      | WPGA Amsterdam Racing Academy (2021) |
| Karst Hayma              | 16 octobre 2005   | Pays-Bas      |                                      |
| Roy Hoogendoorn          | 17 juillet 2001   | Pays-Bas      | Willebrord Wil Vooruit (2022)        |
| Niek Hoornsman           | 14 septembre 2001 | Pays-Bas      | VolkerWessels Cycling Team (2024)    |
| Eskil Huiting            | 5 août 2003       | Pays-Bas      | Sensa-Kanjers voor Kanjers (2023)    |
| Roan Konings             | 4 avril 2003      | Pays-Bas      |                                      |
| Bart Kortleve            | 23 octobre 2004   | Pays-Bas      |                                      |
| Job Nievelstein          | 15 juin 2006      | Pays-Bas      |                                      |
| Joris Reinderink         | 11 octobre 2003   | Pays-Bas      | Development Team DSM (2023)          |
| Boris Romers             | 19 novembre 2002  | Pays-Bas      | Willebrord Wil Vooruit (2023)        |
| Viego Tijssen            | 5 avril 2005      | Pays-Bas      |                                      |
| Pete Uptegrove           | 23 janvier 2001   | Pays-Bas      | WV De IJsselstreek (2024)            |
| Axel van der Tuuk        | 25 mai 2001       | Pays-Bas      | Jumbo-Visma Development Team (2021)  |
| Casper van der Woude     | 17 mai 2000       | Pays-Bas      | GRC Jan van Arckel (2023)            |
| Michiel Van Vliet        | 3 mai 2004        | Pays-Bas      |                                      |
| Julian Vergouw           | 28 septembre 2005 | Pays-Bas      |                                      |
| Collin Westbroek         | 10 septembre 2006 | Pays-Bas      |                                      |
|                          |                   |               |                                      |
| Source : ProCyclingStats |                   |               |                                      |

Victoires
| Victoires | Victoires | Victoires | Victoires | Victoires | Victoires |
| Date      | Course    | Pays      | Classe    | Vainqueur |           |
| --------- | --------- | --------- | --------- | --------- | --------- |

## Saisons précédentes
- Metec-TKH Continental en 2014
- Metec-TKH-Mantel en 2015
- Metec-TKH-Mantel en 2016
- Metec-TKH-Mantel en 2017